# Abarema oxyphyllidia
Abarema oxyphyllidia é uma espécie de legume da família das Leguminosae nativa da Honduras.

## Sinônimos
- Calliandra obovata (Benth.) Barneby & J.W.Grimes